# 莫松河
莫松河（法語：Mosson，法語發音：[mɔsɔ̃]）是法国奧克西塔尼大區埃罗省的一条河流，发源自蒙塔尔诺，后沿蒙彼利埃市的西端流入莱兹河。 

## 流经村镇
- 圣保罗和瓦尔马勒
- 蒙塔尔诺
- 瓦约凯斯
- 孔巴约
- 格拉贝勒
- 瑞维尼亚克
- 蒙彼利埃
- 拉韦吕讷
- 圣让德韦达斯
- 马格洛讷新城

## 景点
- 莫松城堡（Château de la Mosson），位于蒙彼利埃
- Oppidum de la Roque，位于法布雷格的历史遗迹